# Runenstein von Rogäsen

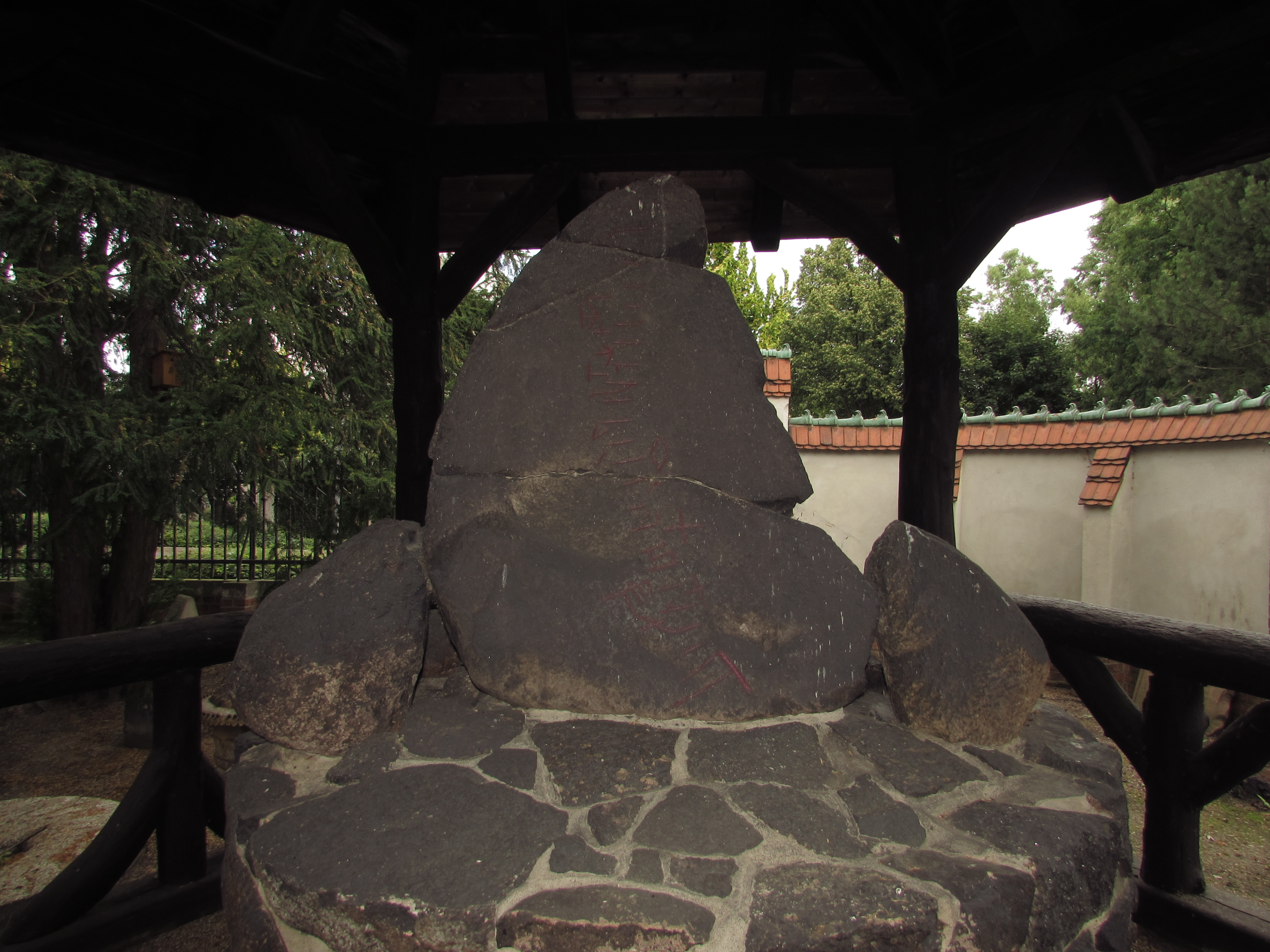
Der Runenstein von Rogäsen

Der Runenstein von Rogäsen ist ein Runenstein beziehungsweise ein Inschriftenstein, der im 19. Jahrhundert in Rogäsen, welches seit 2001 zur Gemeinde Rosenau im Westen des Landes Brandenburg gehört, gefunden wurde. Der Stein steht im Kreismuseum Jerichower Land in Genthin in Sachsen-Anhalt.

## Geschichte

Inschrift (retuschiert) in angenommener Ausrichtung

Am 21. August 1851 kam es in Rogäsen zu einem Brand, bei dem das Schulhaus, ein strohgedecktes Fachwerkhaus, abbrannte. Bei Aufräum- und Wiederaufbaumaßnahmen wenige Monate später wurde an der Grenze des Grundstücks der alten Schule auf einem alten Friedhof ein großer Granitblock entdeckt, der für das Fundament des Neubaus mit verwendet werden sollte. Um die Bruchstücke nutzen zu können, wurde der Stein gesprengt. Beim Abräumen der Teilstücke wurden jedoch auf der abgeflachten, zuvor im Boden liegenden Rückseite eingemeißelte runenartige Schriftzeichen entdeckt. Die Stücke wurden gesammelt und dem Besitzer Gutsbesitzer Richard Graf von Wartensleben übergeben. Dieser ließ die Teile zusammenfügen und stellte den so „gekittenen“ Stein in die Rampe zu seinem Gutspark.
Von den Zeichen wurde eine Kopie angefertigt und an Alexander von Humboldt gesandt, der jedoch mit diesen Zeichen nichts anfangen konnte. Weitere Gelehrte wurden hinzugezogen, die die Inschrift jedoch auch nicht entziffern konnten. So vergingen einige Jahre, bis das Märkische Museum in Berlin um Hilfe gebeten wurde. Landgerichtssekretär Altrichter, ein erfahrener Schriftsachverständiger, sah die Schriftzeichen als Geheimschrift von Angehörigen einer mittelalterlichen Bauhütte, die damit auf ihre Arbeit beim Bau der Dorfkirche verweisen wollten. Andere deuten die Zeichen eher als Hausmarken der Bauern, mit denen auf dem Stein die Abgaben markiert worden sind.
Aufklärung zum Text oder zur Datierung der Inschrift gelang jedoch bis zum heutigen Tag nicht (Stand 2020er Jahre).
Nach dem Zusammensetzen der Teilstücke des Steins hat er eine Höhe von 1,14 Meter und eine Breite von 0,86 Meter.
Die Zeichen sind in zwei Zeilen und bogenförmig in den Feldstein geritzt. Aufgrund der witterungsbedingten Gefährdung des Steins vermachte der Gutsherr Graf von Wartensleben 1928 ihn dem Kreismuseum Jerichower Land in Genthin. Dort wurde er im Vorgarten unter einer Dachkonstruktion aufgestellt.
Beim Runenstein von Rogäsen handelt es sich um den einzigen seiner Art in Norddeutschland.